# Rayl
En rayl, beteckning Rayl (även Ry förekommer), är en föråldrad enhet (som fortfarande används) för specifik akustisk impedans som har olika definition i CGS-systemet och i MKS/MKSA-systemet och beroende på i vilket av dessa system enheten används skiljer värdet på en magnitud (eftersom den definieras i systemens grundenheter).
Sedan SI-systemets införande anges specifik akustisk impedans i enheten pascalsekunder per meter (Pas/m), men det är ju enklare att säga "rayl" (och härvid avser man, åtminstone sedan 1960-talet, en "MKSA-rayl" - som är precis lika stor).
Enheten är uppkallad efter den brittiske fysikern Lord Rayleigh (John Strutt). Den skall inte förväxlas med enheten Rayleigh för fotonflöde, som uppkallats efter hans son, Robert Strutt, 4:e baron Rayleigh.

## CGS-Rayl
{\displaystyle 1\ \mathrm {Rayl} _{CGS}=1\ {\frac {\mathrm {dyn\cdot s} }{\mathrm {cm} ^{3}}}=1\ {\mathrm {g}  \over \mathrm {cm^{2}\cdot s} }=10\ {\mathrm {Pa\cdot s}  \over \mathrm {m} }}

## MKSA-Rayl
{\displaystyle 1\ \mathrm {Rayl} _{MKSA}=1\ {\frac {\mathrm {N\cdot s} }{\mathrm {m} ^{3}}}=1\ {\mathrm {kg}  \over \mathrm {m^{2}\cdot s} }=1\ {\mathrm {Pa\cdot s}  \over \mathrm {m} }}